# ذي سترانجر (فلم 2010)
الغريب (بالإنجليزية: The Stranger) هو فيلم حركة تم انتاجه في كندا والولايات المتحدة، صدر سنة 2010، بطولة ستيف أوستن.

## القصة
رجل بلا اسم وفاقد للذاكرة ولا يمتلك أي شيء يخاف عليه وحينما يجد نفسه مطاردا من كل من مكتب التحقيقات الفيدرالي وكذلك من المافيا الروسية يقرّر أن يستعيد نفسه وذاكرته، فلن توقفه مطاردة ولن يكسره تعذيبا.

## وصلات خارجية
- مقالات تستعمل روابط فنية بلا صلة مع ويكي بيانات

- الغريب على IMDb
- الغريب على Rotten Tomatos